# Савенков Сергій Миколайович
Сергій Миколайович Савенков — учений в галузі оптики та поляризаційної лазерної фізики. Доктор фізико-математичних наук, професор. Академік АН вищої школи з 2015 року за науковим відділенням фізики та астрономії.

## Біографія
Народився 26.01.1964 р. в ст. Донгузська, Оренбургської області (Російська Федерація). Закінчив у 1986 році радіофізичний факультет КДУ ім. Т. Г. Шевченка, спеціальність «радіофізика та електроніка (квантова радіофізика)». У 1996 році захистив дисертацію на здобуття наукового ступеня кандидата фізико-математичних наук на тему «Дослідження анізотропних властивостей і класифікація середовищ на основі електромагнітного випромінювання з поляризаційною модуляцією». У 2013 році захистив дисертацію на здобуття наукового ступеня доктора фізикоматематичних наук на тему «Обернена задача поляриметрії на основі матричного методу Мюллера». На факультеті радіофізики, електроніки та комп'ютерних систем Київського національного університету імені Тараса Шевченка займав посади: асистента з 1996 року по 2000 рік; доцента з 2000 року по 2008 рік; завідувача кафедри електрофізики з 2008 року по теперешній час. У 2002 році отримав вчене звання доцента кафедри квантової радіофізики. У 2016 році отримав вчене звання професора кафедри електрофізики.
Основні результати: розроблено матричну модель довільного однорідного недеполяризуючого середовища. Досліджено неоднозначність розв'язку оберної задачі поляриметрії на основі цієї моделі. На основі запропонованої моделі вивчено та експериментально підтверджено існування ряду нових ефектів, які виникають при взаємодії поляризованого електромагнітного випромінювання з досліджуваним середовищем, зокрема, ефекту невласного двопроменезаломлення та ефекту неермітового дихроїзму. На основі запропонованої моделі довільного однорідного недеполяризуючого середовища було запропоновано та практично реалізовано концепцію адаптивної Мюллер-поляриметрії, яка відкриває можливість створення принципово нового класу вимірювачів (поляриметрів) поляризаційних характеристик об'єктів різної природи та електромагнітного випромінювання.
Є автором 9 монографій та понад 200 статей. Індекс Гірша 11.
Основні прочитані лекційні курси: «Комп'ютерний експеримент», «Поляризаційна матрична оптика», «Комп'ютерна фізика», «Оптичні властивості твердого тіла», «Експериментальна лазерна фізика», «Основи радіолокації», «Оптика». Підготував 4 кандидати наук.
Є членом редакційних колегій журналів: Journal of the European Optical Society; Journal of Laser, Optics, Photonics and Sensors. Journals of Frontiers in Remote Sensing.
Почесна грамота Національної академії наук України.